# Женщина-Халк
Же́нщина-Халк (англ. She-Hulk), настоящее имя — Дже́ннифер Уо́лтерс (англ. Jennifer Walters) — персонаж комиксов издательства Marvel Comics. Двоюродная сестра Брюса Бэннера, известного как Халк. Была создана Стэном Ли и Джоном Бьюсема и впервые появилась в комиксе The Savage She-Hulk № 1 (февраль 1980). Была членом различных супергеройских команд, таких как Мстители, Фантастическая четвёрка, Герои по найму, Защитники, Фантастическая сила и организация Щ.И.Т.. Также является адвокатом и неоднократно оказывала юридическую помощь другим супергероям.
Татьяна Маслани исполнила роль героини в сериале «Женщина-Халк: Адвокат» (2022), который стал частью медиафраншизы «Кинематографическая вселенная Marvel».

## История публикаций

Первое появление Женщины-Халк на обложке The Savage She-Hulk № 1

Женщина-Халк была создана Стэном Ли, который написал о ней только первый выпуск. Она стала последним персонажем, созданным Ли для Marvel до его возвращения к комиксам в 1992 году в выпуске Ravage 2099. Причиной создания персонажа стал успех телесериалов «Невероятный Халк» (1977—1982) и «Бионическая женщина». Marvel боялись, что создатели шоу введут женскую версию Халка, как это было сделано с сериалом «Человек на шесть миллионов долларов», поэтому издательство решило опубликовать свою женскую версию персонажа, чтобы быть уверенным в том, что если подобный персонаж появится в сериале, Marvel будет обладать правами на неё.
Все кроме первого выпуски The Savage She-Hulk были написаны Дэвидом Энтони Крафтом и нарисованы Майком Восбергом, большинство выпусков были подписаны на Франка Спрингера. Восберг позже заметил, что «Самое странное в этой книге, что Франк рисовал действительно красивых женщин, я рисовал очень красивых женщин, и, тем не менее, Женщина-Халк никогда не была слишком привлекательной». Серия Savage She-Hulk продолжалась до 1982 года и закончилась на № 25 (март). Женщина-Халк затем стала появляться в комиксах о других персонажах. Из её ранних приключений в качестве приглашённой звезды не последовало никакой конкретной сюжетной линии, кроме повторяющихся неудач с автомобилями. Женщина-Халк также появилась в ограниченной серии Marvel Super Hero Contest of Champions (июнь-август 1982 года), в котором множество супергероев было похищено с Земли, чтобы сражаться в космосе.
Женщина-Халк становится членом Мстителей в Avengers № 221 (июль 1982 года). В её ранних выступлениях в Мстителях продолжались автомобильные проблемы. Женщина-Халк также периодически появлялась в качестве гостя в The Incredible Hulk. Её появление в Avengers № 233 (июль 1983 года) было нарисовано Джоном Бирном, который позже стал прочно связан с персонажем.
После завершения первого мини-сериала Secret Wars Женщина-Халк присоединилась к Фантастической четвёрке (Fantastic Four № 265, апрель 1984 года). Во время пребывания её в этой команде она появилась в трёх графический романах Marvel Graphic Novel № 16: The Aladdin Effect, Marvel Graphic Novel № 17: Revenge of the Living Monolith и Marvel Graphic Novel #18: The Sensational She-Hulk, изданных в 1985 году. Последний, вышедший в ноябре, был написан и проиллюстрирован работавшим в то время над Фантастической четвёркой писателем и художник Джоном Бирном.
Женщина-Халк восстановила сольную серию в 1989 году в The Sensational She-Hulk (сохранено название последнего графического романа). Было выпущено шестьдесят выпусков. Бирном были написаны и нарисованы № 1-8, № 31-46 и № 48-50. В сатирических историях Бирна было показано, что Женщина-Халк осознаёт то, что она является персонажем комикса. Два выпуска протестировали пределы цензуры в комиксах: № 34 делает отсылку на обложку Vanity Fair 1991, где актриса Деми Мур появилась обнажённой и беременной; в выпуске № 40 грудь и область половых органов были покрыты размытыми линиями, подразумевающими, что персонаж обнажённая. В эту серию внесли свой вклад и другие авторы, включая Стива Гербера (№ 10, 11, 13-23), Саймона Фурмана и Питера Дэвида.
Во время The Sensational She-Hulk персонаж продолжала многочисленные появления в качестве гостя. В 1990 году она появился в двух выпусках ограниченной серии She-Hulk: Ceremony.
Серия The Sensational She-Hulk просуществовала до выпуска № 60 (февраль 1994 г.), что сделало её на тот момент самой продолжительной сольной серией про супергероинию Marvel. После отмены серии Женщина-Халк продолжила появляться в Fantastic Force (начиная с № 13 в ноябре 1995 года), в мини-сериале Doc Samson № 1-4 (январь-апрель 1996 года), в Heroes for Hire № 8 и № 19 (февраль 1998 и январь 1999) и Avengers. Её следующее крупное появление было в мае 2002 года в одиночном выпуске под названием Thing и She-Hulk: The Long Night.
В мае 2004 года Женщина-Халк получила новую серию. Несмотря на благоприятную критику серия не смогла избежать низких цифр от продаж. Marvel закончили её на выпуске № 12 и обещали её повторный запуск (как «второй сезон») спустя восемь месяцев. Восьмимесячный перерыв упоминался и в самой истории.
С оригинальной творческой командой (Дэн Слотт и Хуан Бобильо) из предыдущей серии Женщина-Халк вернулась, как было обещано, спустя восемь месяцев в октябре 2005 года. Третий выпуск был объявлен как 100-й номер комикса She-Hulk, там была история творчества многочисленных художников, в том числе Восберга. Там не было новых работ Бушема или Бирна, которые были представлены в переизданиях Sensational She-Hulk № 1 and Savage She-Hulk № 1.
Последним выпуском Дэн Слотта является № 21; Слотт написал большинство сольных выпусков Женщины-Халк. Питер Дэвид стал новым писателем с № 22. Marvel Comics объявила, что № 38 (февраль 2009) будет последний выпуск серии. Питер Дэвид заявил, что продажи комикса не пострадали из-за несоответствия между его и серией Джефа Лоэба Hulk, вызванного редакционной ошибкой:

"Я даже не знал, что она будет в «Халке». Если бы я знал, я, вероятно, сделал бы всё по-другому. Как это было, там были тысячи читателей, которые не говорили, «Ну и дела, они изображают её неправильно в „Халке“.» Вместо этого они говорят: «Почему мы должны заботиться о путешествии героини в её собственной серии, когда она, очевидно, проявила враждебность по отношению к Старку в „Халке“?»"
Оригинальный текст (англ.)I didn't even know she WAS going to be in Hulk. Had I known, I probably would have done things differently. As it was, there were thousands of readers who were not saying, "Gee, they're portraying her wrong in "Hulk." Instead they were saying, "Why should we care about her hero's journey in her own title when she's obviously gotten over her hostility toward Stark over in Hulk?"

Женщина-Халк участвовала в FF Мэтта Фракшена и Майка Оллреда, серии которая дебютировала в ноябре 2012 года.
Серия-онгоинг She-Hulk, написанная Чарльзом Соулом и нарисованная Хавьером Пулидо, дебютировала в 2014 году. В октябре 2014 года выяснилось, что серия, в которой персонаж столкнулась с Мэттом Мёрдоком в суде, завершится выпуском № 12.
С мая 2015 года Женщина-Халк появилась в качестве одной из главных героинь в A-Force, команды из женщин Мстителей, написанной Дж. Уиллоу Уилсоном, Маргаритой Беннетт и Хорхе Молиной во время кроссовера Marvel’s Secret Wars.
Женщина-Халк играет главную роль в комиксе под названием Hulk, начиная с декабря 2016 года. Эта серия покажет, как она справляется с душевной травмой из-за смерти её кузена и телесными травмами, полученными от рук Таноса, как последствиями Второй Гражданской войны. Она будет серого цвета подобно инкарнации Халка «Джо Фикситу», и в ней будут большие различия по сравнению с её предыдущими беззаботными приключениями.

## Вымышленная биография
Двоюродная сестра Брюса Бэннера, адвокат Дженнифер Уолтерс, была дочерью шерифа Морриса Уолтерса. Агент Николая Траска, криминального босса, чьи пути пересеклись с её отцом, выстрелил и тяжело ранил её, когда Брюс был в городе. Брюс сделал ей переливание крови, так как только он мог стать донором; из-за радиоактивной крови Дженнифер мутировала, как это было с её двоюродным братом, и превратилась в Женщину-Халк
Несмотря на то, что Дженнифер поначалу, находясь в форме Женщины-Халка, была дикой, она в конце концов получила тот же интеллект, что был у неё в нормальной человеческой форме. В течение долгого времени она чувствовала себя более комфортно в виде Женщины-Халка, нежели в форме Дженнифер Уолтерс. Но со временем она поняла, что может многое предложить миру в обеих формах. После короткой сольной карьеры, она присоединилась к Мстителям и временно заменяла Существо в Фантастической четвёрке.
Во время своего пребывания в Фантастической четвёрке Женщина-Халк предотвратила утечку излучения в сбитом Геликарриере, авианосце организации Щ.И.Т. Из-за этого облучения Дженнифер мутировала до такой степени, что долго не могла больше превращаться обратно в человека. Но это был приятный поворот событий для неё, так как она в любом случае предпочитала форму Женщины-Халка. Позже было установлено, что генетический блок на самом деле был чисто психологическим и оказался временным.
После Фантастической четвёрки Женщина-Халк вернулась к Мстителям. Оказывая юридические услуги для Героев по найму, она также поучаствовала с ними в нескольких приключениях и провела некоторое время с Люком Кейджем. Позже Женщина-Халк недолгое время была членом команды героев под названием Фантастическая сила.
Дженнифер в настоящее время работает адвокатом в подразделении супергероического права нью-йоркской юридической фирмы «Гудман, Либер, Курцберг и Холливей». Теперь, получив снова возможность изменять свои формы по желанию, Дженнифер открывает для себя то, что она иногда имеет совершенно различные взгляды и мнения находясь в различных формах, например, как Женщина-Халк она публично выступила в поддержку Акта о регистрации суперлюдей, но как Дженнифер Уолтерс она понимает мнения тех, кто выступил против Акта.

## Силы и способности
Как и её кузен, Женщина-Халк обладает сверхчеловеческой силой, также увеличивающейся во время страха и гнева, она является одной из самых физически сильных женщин во Вселенной Marvel. Так же она обладает сверхчеловеческой скоростью, ловкостью, выносливостью и рефлексами.
Тело Женщины-Халк является сверхпрочным и почти не восприимчивым к физическим нагрузкам и боли. Её кожа выдерживает перепады температуры, а также напряжения, полученные от колотых и рваных ран. Она обладает иммунитетом ко всем земным болезням, а также исцеляющим фактором, который позволяет полностью восстановиться в течение нескольких минут.
Женщина-Халк обучалась рукопашному бою у Капитана Америки и является сильным бойцом даже в человеческой форме. Также Дженнифер является квалифицированным и опытным адвокатом.

## Разрушение четвёртой стены
Женщина-Халк периодически ломает четвёртую стену и общается с читателем и рассказчиком. Иногда художники используют ломку четвёртой стены при рисовании обложек для комиксов.

## Альтернативные версии

### Earth-Charnel
Женщина-Халк показана как одна из последних Мстителей, сражающихся с сущностью по имени Чарнел. Он мучил Землю 2020 года на протяжении десятилетий; Дженнифер провела два года в партнёрстве с Носорогом, в итоге была убита в бою во время поражения Чарнелом.

### Earth X
В серии Earth X Дженнифер была убита существом, одержимым Гидрой; в результате существо становится Королевой Гидры.

### Несовершённое будущее
В альтернативном будущем, созданном Маэстро, Дженнифер называет себя Шалк, а её партнёром является Эмиль Блонски; они объединяют силы для борьбы с Маэстро, но постоянно проигрывают.

### Marvel Her-oes
Подростковая версия Женщины-Халк появляется в качестве одного из главных героев в Marvel Her-oes, серии All-Age, написанной Грейс Рэндольф. В этой реальности она является лучшей подругой Джанет ван Дайн и не знает, что обладает сверхсилами.

### Зомби Marvel
Во вселенной Marvel Zombies Женщина-Халк показана уже зомбированной выходящей из особняка Мстителей. Она позже показана сдерживаемой Существом после поедания Франклина и Валерии Ричардс. Невидимая Леди создала силовое поле в её голове, тем самым убив её и уничтожив её зомбированное тело.

### Ultimate Marvel
Уолтерс работает на Щ.И.Т. для исследования и разработки суперсолдат. Связана ли доктор Уолтерс с Бэннером, указано не было, но точно известно, что у него есть кузина по имени Дженнифер.
Женщиной-Халк в этой реальности является Бетти Росс.

### Старик Логан
В реальности Old Man Logan Женщина-Халк и гамма-перегруженный Халк имели кровосмесительные отношения, в результате которых родились сверхсильные, но тупые существа, называемые Бандой Халка.
Было так же показано, что Женщина-Халк помогала Сорвиголове и Лунному рыцарю в борьбе с Чаровницей и Электро в Манхэттене и была убита во время битвы.

### Гвен-паук
В реальности Spider-Gwen Женщина-Халк — знаменитый борец, которая пришла в среднюю школу Гвен Стейси и бросила вызов зрителям на борьбу. Она предложила пожертвовать деньги на благотворительность, если проиграет. Гвен была готова сразиться с ней во время своей первой недели как Женщины-паука, но отвлеклась, когда грабитель угрожал Бену Паркеру. Пока Бен и Гвен занимались грабителем, Женщина-Халк позволила Мэри Джейн Уотсон победить себя для возможности пожертвовать деньги на благотворительность.

## Вне комиксов

### Кинематографическая вселенная Marvel

Татьяна Маслани в роли Дженнифер Уолтерс / Женщины-Халка в сериале «Женщина-Халк: Адвокат» (2022).

- Дженнифер Уолтерс стала главной героиней сериала «Женщина-Халк: Адвокат» (2022) на стриминговом сервисе Disney+, входящего в медиафраншизу «Кинематографическая вселенная Marvel» (КВМ)[30]. Её роль исполнила Татьяна Маслани[31]. В ноябре 2019 года глава Marvel Studios Кевин Файги рассказал о планах на появление героини в фильмах КВМ после дебюта в сольном сериале[32]. Данная версия Дженнифер случайно заражается кровью Брюса Бэннера после столкновения с сакаарским кораблём-разведчиком[33].

### Фильм
- Фильм о Женщине-Халк планировали снять в начале 1990-х годов. Режиссёром и сценаристом должен был стать Ларри Коэн[34]. Через десять месяцев было объявлено, что роль супергероини сыграет Бригитта Нильсен, которая успела сняться в образе персонажа для фотографий[35]. Работа над фильмом была остановлена.

### Телевидение
- Женщина-Халк появилась в мультсериале «Невероятный Халк», где была озвучена Викторией Кэрролл.
- В мультсериале «Фантастическая четвёрка» 1994 года Женщина-Халк появляется в качестве камео как член Мстителей в серии «Битва с живой планетой».
- В мультсериале «Невероятный Халк» 1996 года кузина Брюса Бэннера Дженнифер Уолтерс была тяжело ранена, когда Доктор Дум пытался захватить Халка. Брюс был вынужден перелить ей свою кровь. В результате она стала Женщиной-Халком. В мультсериале всегда находилась в состоянии Халка, став человеком лишь в одной серии. Стала объектом любви Горгульи и лучшей подругой Бетти Росс. В первом сезоне её озвучила Лиза Зейн, во втором — Кри Саммер.
- Дженнифер Уолтерс, озвученная Стефани Бриллон, появляется в серии «The Cure» мультсериала «Фантастическая четвёрка: Величайшие герои мира», где временно заменяет в Фантастической четвёрке место исцелившегося Бена Гримма (Существо), но затем покидает её после первой совместной битвы с Человеком-кротом, сказав, что Фантастическая четвёрка, это не команда, а семья. После этого Бен решает принять обратно облик Существа.
- В комедийном мультсериале «Супергеройский отряд» Женщину-Халк озвучила Кэти Сакхофф.
- Женщина-Халк, озвученная Элайзой Душку, является одной из главных героев мультсериала «Халк и агенты У.Д.А.Р.».
- Женщина-Халк, которую снова озвучила Элайза Душку, появляется в сериях «Битва чемпионов. Часть 3 и Часть 4» мультсериала «Великий Человек-паук».
- Женщина-Халк появилась в камео в мультфильме «Приключения Супергероев: Морозный Бой / Marvel Super Hero Adventures: Frost Fight!».

### Видеоигры
- Женщина-Халк является играбельным персонажем в игре 1997 года Fantastic Four[36].
- Двойники Женщины-Халк появляются в качестве противников в игре Marvel Super Heroes: War of the Gems[37].
- Женщина-Халк, озвученная Алисией Коппола появляется в игре Marvel: Ultimate Alliance 2. Она является мини-боссом для игроков, играющих за противников Акта регистрации. Она так же является играбельным персонажем в версия для Nintendo DS[38].
- Кри Саммер озвучила Женщину-Халк в игре Marvel Super Hero Squad: The Infinity Gauntlet.
- Женщина-Халк появляется в файтинге-кроссовере Marvel vs. Capcom 3: Fate of Two Worlds, где её озвучила Мария Каналз Баррера[39].
- Женщина-Халк, озвученная Грей Делайл, является играбельным персонажем в Marvel Super Hero Squad Online[40].
- Мэри Фейбер озвучила Женщину-Халк в массовой многопользовательской ролевой онлайн-игре Marvel Heroes[41].
- Женщина-Халк является играбельным персонажем в LEGO Marvel Super Heroes[42], где её озвучила Тара Стронг[43].
- Появилась в игре LEGO Marvel Super Heroes 2 как Мститель и близкий друг Человека-паука, Мисс Марвел и Халка. Также появилась в LEGO Marvel’s Avengers.

## Критика и отзывы
- Женщина-Халк заняла 18-е место в рейтинге величайших персонажей комиксов Marvel по версии Comic Book Resources в 2015 году[44]. На этом же сайте героиня была упомянута в послесловии Гида по 15-ти феминистским комиксам[англ.] (Field Guide to Fifteen Feminist Comics)[45].
- Связь с феминизмом героине приписывали и другие источники[46][47][48], включая «The Washington Post»[49] и «The Guardian»[50].
- В мае 2011 года, Женщина-Халк заняла 88-е место в списке 100 лучших героев комиксов по версии IGN. Авторы отметили, что много героев приобрели женщин-последовательниц на протяжении многих лет, но немногие из этих дам так умело избежали тени своих однофамильцев как Женщина-Халк. Также они отметили, что очень ждут, когда Дженнифер присоединится к своему кузену на больших экранах[51]. Также она получила 18-е место в списке 50 лучших Мстителей[52].
- Супергероиня заняла 104-е место в списке величайших персонажей комиксов по версии журнала Wizard[53].
- Дженнифер получила 11-е место в списке 100 самых сексуальных героинь комиксов по версии Comics Buyer's Guide[54].
- Она стала одной из лучших героев сферы развлечений по версии UGO Networks[англ.]. Авторы указали следующую характеристику: «Если что, она доказала то, что имеет более длительный срок хранения, чем Женщина-паук (которая никоим образом не дешёвая маркетинговая уловка)»[55].